# Charaxes harpagon
Charaxes harpagon är en fjärilsart som beskrevs av Otto Staudinger 1889. Charaxes harpagon ingår i släktet Charaxes och familjen praktfjärilar. Inga underarter finns listade i Catalogue of Life.